# Amfreville-les-Champs, Eure
Amfreville-les-Champs är en kommun i departementet Eure i regionen Normandie i norra Frankrike. Kommunen ligger i kantonen Fleury-sur-Andelle som tillhör arrondissementet Les Andelys. År 2022 hade Amfreville-les-Champs 444 invånare.

## Befolkningsutveckling
Antalet invånare i kommunen Amfreville-les-Champs
Referens:INSEE